# Њаслуха
Њаслуха (блр. Няслуха; рус. Неслуха) река је која протиче кроз јужни део Брестске области у Републици Белорусији, и десна је притока реке Пине (део басена реке Припјат и Црног мора). Протиче преко територије Драгичинског, Иванавског и Пинског рејона Брестске области.
Укупна дужина водотока је 33 km, а површина сливног подручја око 1.130 km². Просечан проток на годишњем нивоу у зони ушћа је око 3,7 m³/s. Корито је слабо развијено, ширине између 3 и 15 метара. Део тока ове реке је у саставу канала Дњепар-Буг.
Корито Њаслухе је услед обимних мелиоративних радова у потпуности канализовано. 